# 양산시

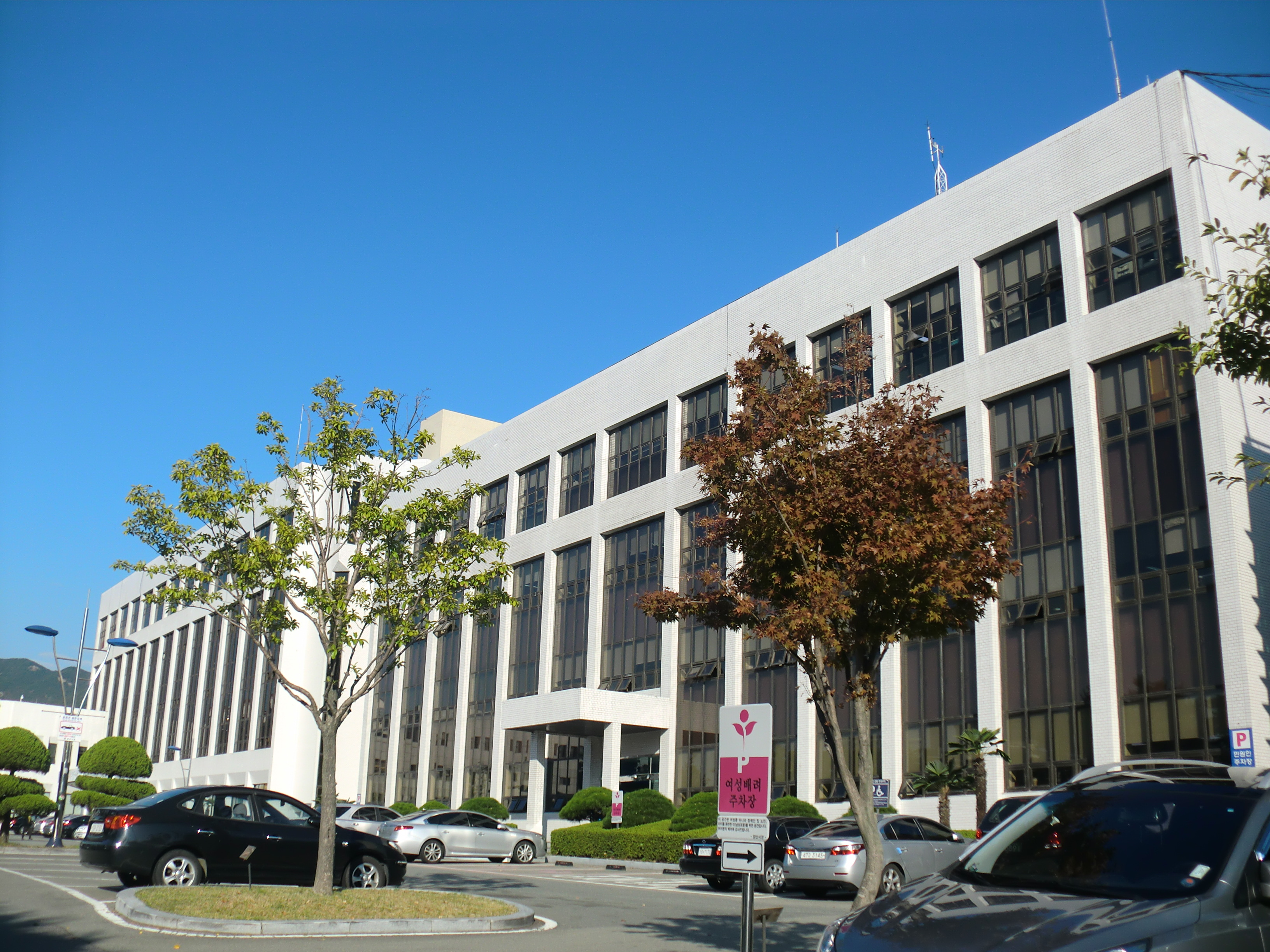
양산시청

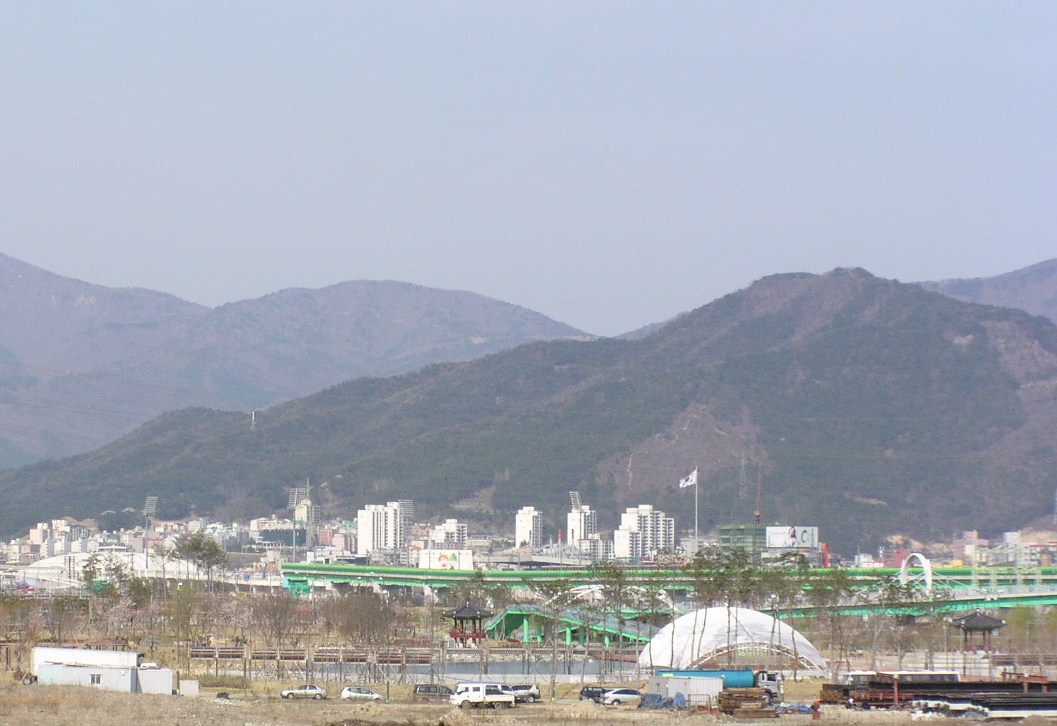
양산 구시가지 전경

양산시(梁山市)는 대한민국 경상남도 동부에 있는 시이다. 동쪽은 수영강을 경계로 부산광역시, 기장군과 북쪽은 천성산과 영축산의 산악 지형으로 통도사가 있고, 서쪽은 낙동강을 경계로 김해시와 접하며, 남쪽은 금정산을 경계로 부산광역시 금정구 그리고 북구와 접하고, 북쪽은 울산광역시와 밀양시에 접하고 있다. 부산, 울산과의 기능분담으로 인해 연담도시권을 형성하고 있으나 현재 조성 중인 물금택지개발지구를 중심으로 교통, 교육, 문화 등 도시기반시설 및 편의 시설을 확충하면서 독립된 도시 형태를 갖추어 가고 있다. 경상남도에서 창원, 김해에 이어 3번째로 인구가 많다. 시청 소재지는 남부동이고, 행정구역은 1읍 4면 8동이다.

## 지리
양산시는 전체적으로 산이 대부분이다. 시가지를 중심으로 남쪽으로는 금정산이 있으며 동쪽으로는 천성산자락이 있으며, 북서쪽으로는 신불산, 영축산이 위치해 있다. 특히 양산은 대체적으로 남쪽과 북쪽으로 도로가 발달되어 있고, 서쪽과 동쪽으로의 도로가 취약하다. 그로 인해 천성산을 기준으로 서쪽의 양산, 물금은 부산광역시와 생활권이 이어져 있다. 동쪽의 웅상지역은 울산광역시, 부산광역시와 생활권이 이어져 있다.
웅상의 경우, 천성산으로 가로막혀 부산광역시 기장군 정관읍 월평리를 경유하지 않으면 양산 도심은 물론 양산시 다른 지역으로 갈 수 없는 실질월경지이다.

### 기후
남부 지방에 위치하여 대체로 온난하나 산악지대이기 때문에 기온의 교차는 비교적 크고 해안지역은 온난하다. 연평균 기온 15.1°C 정도다. 강우량은 소백산맥 동쪽 기슭에 해당하는 북동기류의 영향을 많이 받아 비교적 많은 편이며 적설량이 적은 편이다. 첫 서리는 10월말에서 11월초 사이에 내리고 눈은 12월 하순경에 내리나 다른 지방에 비해서 눈 오는 날이 극히 적으며 연간 5일에 불과하다.

### 지질
양산시의 지질은 대부분 불국사 화강암으로 구성되며 화산암인 경상 누층군 유천층군 주산안산암질암과 운문사유문암질암류가 분포한다.

## 역사
| Daedongyeojido (Gyujanggak) 18-02.jpg | Daedongyeojido (Gyujanggak) 18-01.jpg |
| Daedongyeojido (Gyujanggak) 19-02.jpg | Daedongyeojido (Gyujanggak) 19-01.jpg |

- 665년 (신라 문무왕 5년) : 상주와 하주의 땅을 분할하여 삽량주(歃良州)를 설치하였다.[3] 687년 (신문왕 7년), 둘레 1260보(步)의 성(城)을 쌓았다.
- 757년 (신라 경덕왕 16년) : 양주(良州)로 개칭하였고, 속현 헌양현을 직접 관할하였다.
- 940년 (고려 태조 23년) : 혜공왕때 잠시 명칭을 환원했다가 다시 양주(梁州)로 바꾸었다. 광역 행정 구역의 지위를 잃고 헌양현과 기장현만을 속현으로 관할하였다.
- 1018년 (고려 현종 9년): 방어사를 두었다. 헌양현과 기장현이 울주의 속현으로 편입되고, 동래군이 동래현으로 격하되면서, 동래군의 속현이던 동평현(東平縣)이 양주의 속현이 되었다.
- 1304년 (고려 충렬왕 30년) : 원나라의 간섭으로 폐지되어 밀성군에 편입되었다가 복구되었다.
- 1405년 (조선 태종 5년) : 동평현이 다시 동래의 속현이 되었다.
- 1413년 (조선 태종 13년) : 양산군(梁山郡)으로 개칭하였다.
- 1897년 (조선 고종 34년) : 행정구역을 양산면, 동면, 상서면, 하서면, 상북면, 하북면, 좌이면, 대상면, 대하면으로 개편하였다. (9면)
- 1906년 : 좌이면을 동래군에, 대상면과 대하면을 김해군에 편입하고, 울산군으로부터 외남면, 웅상면이 편입되었다. (8면)
- 1912년 4월 1일 : 외남면을 울산군에 환원하였다. (7면)[4]
- 1914년 4월 1일 : 부산 좌이면 공창 및 북면 녹동·송정 등 3동과 언양군 삼동면 조일리 (일부)가 편입되었다. 중북면(中北面)을 상북면에 합면하였다. (7면)

| 통폐합 전 | 통폐합 후 (합천군) | 통폐합 후 (합천군)                                                     |
| 구 행정구역 | 신 행정구역        | 신 행정구역                                                            |
| --- | ------------------ | ---------------------------------------------------------------------- |
| 양산군 읍내면(邑內面) 이동, 다방동, 명곡동, 장동/서부동 일부/북안동 일부, 북정동, 산막동, 북안동 일부, 일동/삼동/서부동 일부, 호계동                                                        | 읍내면             | 남부리, 다방리, 명곡리, 북부리, 북정리, 산막리, 신기리, 중부리, 호계리 |
| 양산군 동면(東面) 가산동/(부산부 좌이면) 공창동 일부, 개곡동, 금산동, 내송동, 본법동/창기동 일부, 사배동/외송동/(부산부 북면) 녹동 일부, 죽산동/계석동, 여락동/(부산부 북면) 송정동 일부    | 동면               | 가산리, 개곡리, 금산리, 내송리, 법기리, 사송리, 석산리, 여락리         |
| 양산군 상북면(上北面) 대석동, 반회동/소석동 일부/(중북면) 삼계동, 소석동 일부/(중북면) 계리동, 소토동                                                                                       | 상북면             | 대석리, 석계리, 소석리, 소토리                                         |
| 양산군 중북면(中北面) 내석동, 상삼동/좌삼동 일부/신전동 일부, 신전동 일부, 외석동, 좌삼동 일부                                                                                              | 상북면             | 내석리, 상삼리, 신전리, 외석리, 좌삼리                                 |
| 양산군 하북면(下北面) 답곡동/성천동/(언양군 삼동면) 조일리 일부, 백학동/녹동, 삼감동, 삼수동, 순지동/신평동, 용연동, 지산동/서리동, 초산동                                                  | 하북면             | 답곡리, 백록리, 삼감리, 삼수리, 순지리, 용연리, 지산리, 초산리         |
| 양산군 상서면(上西面) 명전동/내포동 일부, 대리동, 범서동 일부/용포동 일부, 장선동/중선동 일부, 어영동/어포동, 검세리 일부, 원동/함포동/용포동 일부, 지라동/명언동/내화동/외화동/범서동 일부 | 상서면             | 내포리, 대리, 서룡리, 선리, 영포리, 용당리, 원리, 화제리               |
| 양산군 하서면(下西面) 가촌동, 교동/양동, 범어동, 어곡동/화룡동, 유산동, 사지동/증산동, 학산동/화산동                                                                                        | 하서면             | 가촌동, 교동, 범어동, 어곡동, 유산동, 증산동, 화학동(華鶴洞)           |
- 1936년 4월 1일 : 상서면을 물금면으로, 하서면을 원동면으로 각각 개칭하였다.[5] (7면)
- 1973년 7월 1일 : 동래군이 폐지되고 산하의 기장면, 일광면, 장안면, 정관면, 철마면, 서생면이 편입되었다.[6] (13면)
- 1979년 5월 1일 : 양산면이 양산읍으로 승격하였다.[7] (1읍 12면)
- 1980년 12월 1일 : 기장면이 기장읍으로 승격하였다.[8] (2읍 11면)
- 1983년 2월 15일 : 서생면을 울주군에 환원하였다.[9] (2읍 10면)
- 1985년 10월 1일 : 장안면이 장안읍으로 승격하였다.[10] (3읍 9면)
- 1986년 11월 1일 : 기장읍, 장안읍, 일광면, 정관면, 철마면을 관할하는 동부출장소를 설치하였다.[11] (3읍 9면 1출장소)
- 1991년 11월 20일 : 웅상면이 웅상읍으로 승격하였다.[12] (4읍 8면 1출장소)
- 1995년 3월 1일 : 기장읍, 장안읍, 일광면, 정관면, 철마면을 부산광역시 기장군에 편입하였다.[13] (2읍 5면)
- 1996년 3월 1일 : 양산군 일원을 관할로 도농복합형태의 양산시(梁山市)가 설치되었다.[14][15] 물금면이 물금읍으로 승격하였다. 양산읍을 중앙동, 삼성동, 강서동으로 분동하였다. (2읍 4면 3행정동)
- 2007년 4월 1일 : 웅상읍을 서창동, 소주동, 평산동, 덕계동으로 분동하였으며, 이 지역을 관할하는 웅상출장소를 설치하였다. (1읍 4면 7행정동 1출장소)
- 2008년 1월 10일 : 부산 도시철도 2호선 3단계 연장구간(호포 - 양산)이 개통되었다.
- 2010년 2월 1일 : 중앙동을 중앙동과 양주동으로 분동하였다. (1읍 4면 8행정동 1출장소)
- 2015년 11월 20일 : 양산시의 인구가 30만 명을 넘었다.
- 2019년 11월 27일 : 양산시의 인구가 35만 명을 넘었다.

## 행정 구역
양산시는 1읍, 4면, 8행정동으로 구성되어 있다. 면적은 484.55 km2이고, 인구는 2020년 1월 주민등록 기준으로 351,168 명, 145,712 가구이다.
| 읍면동 | 한자   | 면적   | 인구    | 세대    | 행정 지도 |
| ------ | ------ | ------ | ------- | ------- | --------- |
| 물금읍 | 勿禁邑 | 19.61  | 118,704 | 45,525  |           |
| 동면   | 東面   | 56.33  | 35,364  | 14,152  |           |
| 원동면 | 院東面 | 148.02 | 3,431   | 2,019   |           |
| 상북면 | 上北面 | 68.72  | 13,268  | 6,330   |           |
| 하북면 | 下北面 | 68.60  | 8,592   | 4,279   |           |
| 중앙동 | 中央洞 | 13.78  | 11,211  | 6,287   |           |
| 양주동 | 梁州洞 | 1.87   | 34,254  | 12,733  |           |
| 삼성동 | 三城洞 | 15.98  | 22,469  | 10,294  |           |
| 강서동 | 江西洞 | 29.78  | 9,249   | 3,845   |           |
| 서창동 | 西倉洞 | 22.00  | 29,107  | 9,133   |           |
| 소주동 | 召周洞 | 18.41  | 20,207  | 9,133   |           |
| 평산동 | 平山洞 | 10.74  | 31,169  | 12,725  |           |
| 덕계동 | 德溪洞 | 13.37  | 14,146  | 5,829   |           |
| 양산시 | 梁山市 | 487.21 | 351,168 | 145,712 |           |

* 인구·세대는 2020년 1월 기준

### 부산권·울산권
2014년 국토교통부에서 확정한 20개 중추도시생활권에서 부산광역시, 김해시, 울주군과 함께 부산권으로 울산광역시, 경주시, 밀양시와 함께 울산권으로 중복 포함되었다. 이는 경상남도측은 양산시의 자율적인 의사를 최대한 존중하면서 부울경 지역 특수성에 입각해 생활권을 구성했다고 설명했다.

### 양산신도시

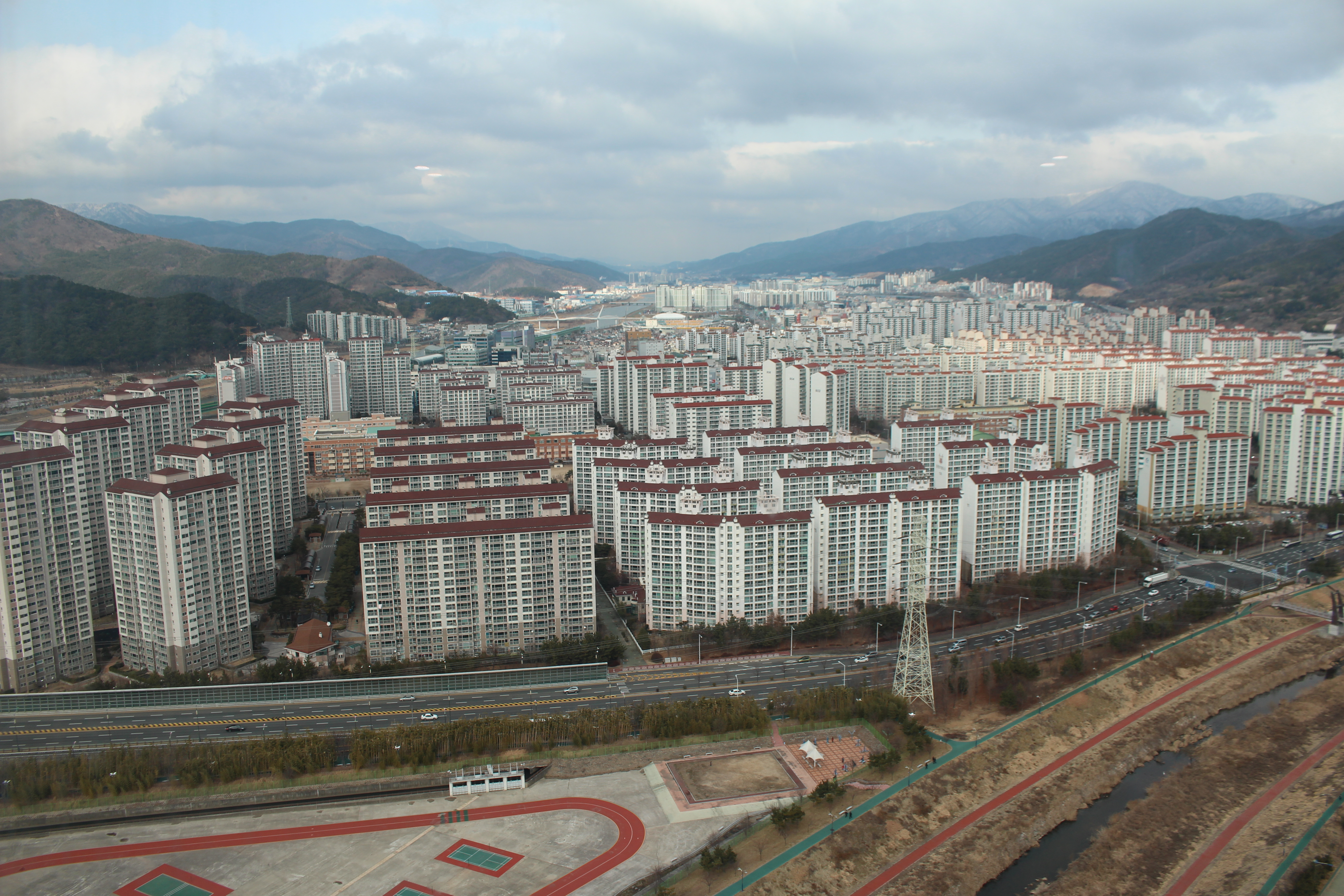
양산신도시 1단계 구역

양산신도시는 남부권 최대의 신도시로 정식명칭은 양산물금 택지개발지구이다. 한국토지주택공사에서 추진하는 도시 광역화에 따른 생활 행정 실현 및 국토 건설 종합 계획의 구현과 지역 균형 개발의 촉진을 위해 부산권 개발 계획에 포함되는 양산물금 택지개발사업에 의해 조성되는 신시가지로, 부산대학교 양산캠퍼스 조성 사업과 부산도시철도 1,2호선 연장을 함께 추진했다.
1994년 택지개발 예정지구로 지정된 이후 1994년 12월부터 2015년 말까지 진행되는 사업이다. 면적은 10,683,000m2이며 수용인구는 152,126명이다. 당초 2000년 12월 말 공사를 끝낼 계획이었지만, 2003년 12월 말로 한 차례 연기됐고, 또다시 2004년 12월, 2010년 6월 말, 2014년 6월 말, 2015년 말로 5차례나 연기되면서 사업 지연에 따른 기반시설 노후화 등으로 시민들의 불편이 잇따르고 있다. 2014년 12월 기준으로, 인근 지역의 전입 수요와 기반시설 완공, 아파트 건설 붐으로 인해 현재 택지 분양률이 99%에 이르는 등 건설 막바지에 다다르고 있다.

## 인구
- 양산시의 연도별 인구 추이[21]

| 연도   | 총인구    |  |
| ------ | --------- |  |
| 1967년 | 58,105명  |  |
| 1970년 | 58,564명  |  |
| 1975년 | 127,432명 |  |
| 1980년 | 143,036명 |  |
| 1985년 | 142,475명 |  |
| 1990년 | 159,848명 |  |
| 1995년 | 161,953명 |  |
| 2000년 | 194,442명 |  |
| 2005년 | 224,943명 |  |
| 2010년 | 260,239명 |  |
| 2015년 | 301,291명 |  |
| 2018년 | 347,227명 |  |
| 2019년 | 350,759명 |  |

## 정치

### 시장
현재 시장은 9대 나동연(국민의힘)이다. 나동연 현 양산시장과 전직 김일권 시장을 제외한 이전의 민선 양산시장들은 모두 비리사건과 연루되어 불명예퇴진 혹은 중도하차한 바 있다.

### 국회의원
현재 양산시 보관됨 2022-03-07 - 웨이백 머신를 일원으로 하는 지역구의 국회의원은 갑 선거구 윤영석(새누리당→자유한국당, 20대 국회의원, 2016년 5월 30일 ~ 2020년 5월 29일), 을 선거구 서형수(더불어민주당, 20대 국회의원, 2016년 5월 30일 ~ 2020년 5월 29일)이다.
1948년 제헌 국회 총선에서 양산군을 일원으로 하는 단일 지역구로 시작하였다. 1963년 6대 총선에서 동래군과 함께 지역구로 묶였으나, 1973년부터는 김해군과 함께 묶였다. 1988년 13대 총선에서 소선거구제로 재개편되면서 현재까지 단일 지역구를 유지해오고 있다. 2014년 10월 30일, 대한민국 헌법재판소가 국회의원 선거구의 인구편차가 2:1을 초과하면 위헌이라고 판결하면서, 2016년에 열린 20대 총선에서 양산시의 인구가 인구 상한선을 초과함에 따라 선거구가 갑,을 2개로 분할되었다.

### 시의회
양산시의회의 의원 정수는 총 19명으로 지역구 17명, 비례대표 2명이다.
|          | 합계 | 국민의힘 | 더불어민주당 |
| 합계     | 19   | 11       | 8            |
| -------- | ---- | -------- | ------------ |
| 지역구   | 17   | 10       | 7            |
| 비례대표 | 2    | 1        | 1            |

## 관광
통도사
- 통도사

영축산 남쪽 기슭에 있는 사찰로 양산 통도사 대웅전 및 금강계단은 국보 제290호로 지정되어 있다. 신라 선덕여왕 재위 중인 646년에 자장율사가 창건한 것으로 전해진다. 해인사, 송광사와 함께 삼보사찰로 꼽히는 큰 절이다. 통도사는 자장이 당나라에서 가져온 석가모니의 사리와 가사를 봉안하여 불보 사찰이라 불린다, 2018년 6월 30일 기준 유네스코 세계 문화유산에 등재되었다
- 내원사 계곡
- 신흥사 대웅전

보물 제1120호. 양산시 원동면 영포리 268. 축조연대가 정확하지는 않으나 신라시대 원효대사가 창건하였다고 전하며 건축구조로 보아 고려말의 건축물로 추정되는데 특히 내부의 벽화가 우수하다.건물의 좌우 측면벽의 내외부와 전후 포벽의 내외부에는 불상, 신장상, 꽃 등의 벽화가 그려져 있는데, 대부분 17세기 중엽에 그려진 것이며, 일부는 18세기에 다시 그려진 것으로 추정된다. 팔작지붕의 익공식 집으로 정면, 측면 2칸의 나무로 된 기와집이다.

## 산업
기후가 온화하고 대소비지 부산에 근접하여 원예 농업이 발달하여 포도·수박·참외 및 채소와 과수의 재배가 성하다. 특히 경부고속도로의 개통으로 경제작물 재배, 낙농단지, 포도단지 조성 등 다각적 영농으로 전환하고 있다. 지하 자원으로는 고령토·납석·철광 등이 있다.
특산물로는 선옥죽차·박공예·도자기·양산박·방울토마토·오경계란·원동딸기·원동매실·상북당근·물금감자·버섯(느타리, 팽이)·화제청결미 등이 유명하다.
또한 유산동, 어곡동, 산막동 일대에 산업단지가 조성되어있어 현재 많은 공장들이 입주해 운영중이며 이에 따라 공업도 양산시의 주요 산업이 되었다.

## 교육
- 국공립대학교

|  | - 부산대학교 양산캠퍼스 |

- 사립대학교

|  | - 영산대학교 |

- 사립전문대학

|  | - 동원과학기술대학교 |

- 고등학교

|  | - 양산제일고등학교 - 양산여자고등학교 - 웅상고등학교 - 서창고등학교 | - 경남외국어고등학교 - 물금고등학교 - 효암고등학교 - 범어고등학교 | - 양산고등학교 - 보광고등학교 - 양산남부고등학교 |

- 중학교

|  | - 개운중학교 - 물금중학교 - 물금동아중학교 - 범어중학교 | - 보광중학교 - 삼성중학교 - 서창중학교 - 석산중학교 - 신주중학교 | - 양산여자중학교 - 양산중앙중학교 - 양산중학교 - 양주중학교 | - 웅상여자중학교 - 웅상중학교 - 원동중학교 |

- 초등학교

|  | - 가남초등학교 - 가양초등학교 - 대운초등학교 - 덕계초등학교 - 동산초등학교 - 물금초등학교 - 백동초등학교 | - 범어초등학교 - 북정초등학교 - 삼성초등학교 - 삽량초등학교 - 상북초등학교 - 서남초등학교 - 서창초등학교 | - 석산초등학교 - 성산초등학교 - 소토초등학교 - 신기초등학교 - 신명초등학교 - 신양초등학교 - 신주초등학교 | - 양산초등학교 - 양주초등학교 - 어곡초등학교 - 영천초등학교 - 오봉초등학교 - 용연초등학교 - 웅상초등학교 | - 원동초등학교 - 이천분교 - 좌삼초등학교 - 중부초등학교 - 증산초등학교 - 천성초등학교 - 평산초등학교 | - 하북초등학교 - 화제초등학교 - 황산초등학교 |

- 특수학교

|  | - 양산희망학교 |

## 교통

### 도로
고속도로
시의 남북으로 경부고속도로가 관통하고 있으며, 남쪽으로 중앙고속도로지선이 위치해 있다.
| 1   | (부산) ↔ 노포 나들목 ↔ 양산 분기점 ↔ 양산 나들목 ↔ 통도사 하이패스 나들목 ↔ 통도사 나들목 ↔ (서울) |
| 14  | (밀양) ↔ 밀양 분기점 ↔ 배내골 나들목 ↔ 서울주 분기점 ↔ (울산)                                      |
| 551 | 김해 분기점 ↔ 대동 분기점 ↔ 물금 나들목 ↔ 남양산 나들목 ↔ 양산 분기점                              |

국도
- 국도 제35호선 : (부산광역시 북구) ↔ 동면 ↔ 물금읍 ↔ 양산시내 ↔ 상북면 ↔ 하북면 ↔ (울산광역시 울주군)
- 국도 제7호선 : (부산광역시 북구) ↔ 동면 ↔ (부산광역시 기장군) ↔ 웅상출장소 ↔ (울산광역시 울주군)

지방도
- 지방도 제1077호선 : 사송 ↔ 내송 ↔ 양산시내
- 지방도 제1022호선 : 양산시내 ↔ 물금읍 ↔ 원동면 ↔ 삼랑진
- 국가지원지방도 제69호선 : 원동면 ↔ 배내골 ↔ 석남사
- 지방도 제1051호선 : 어곡동 ↔ 에덴벨리리조트 ↔ 배내골 ↔ 밀양
- 지방도 제1028호선 : 내석 ↔ 내원사

### 철도
- 경부선

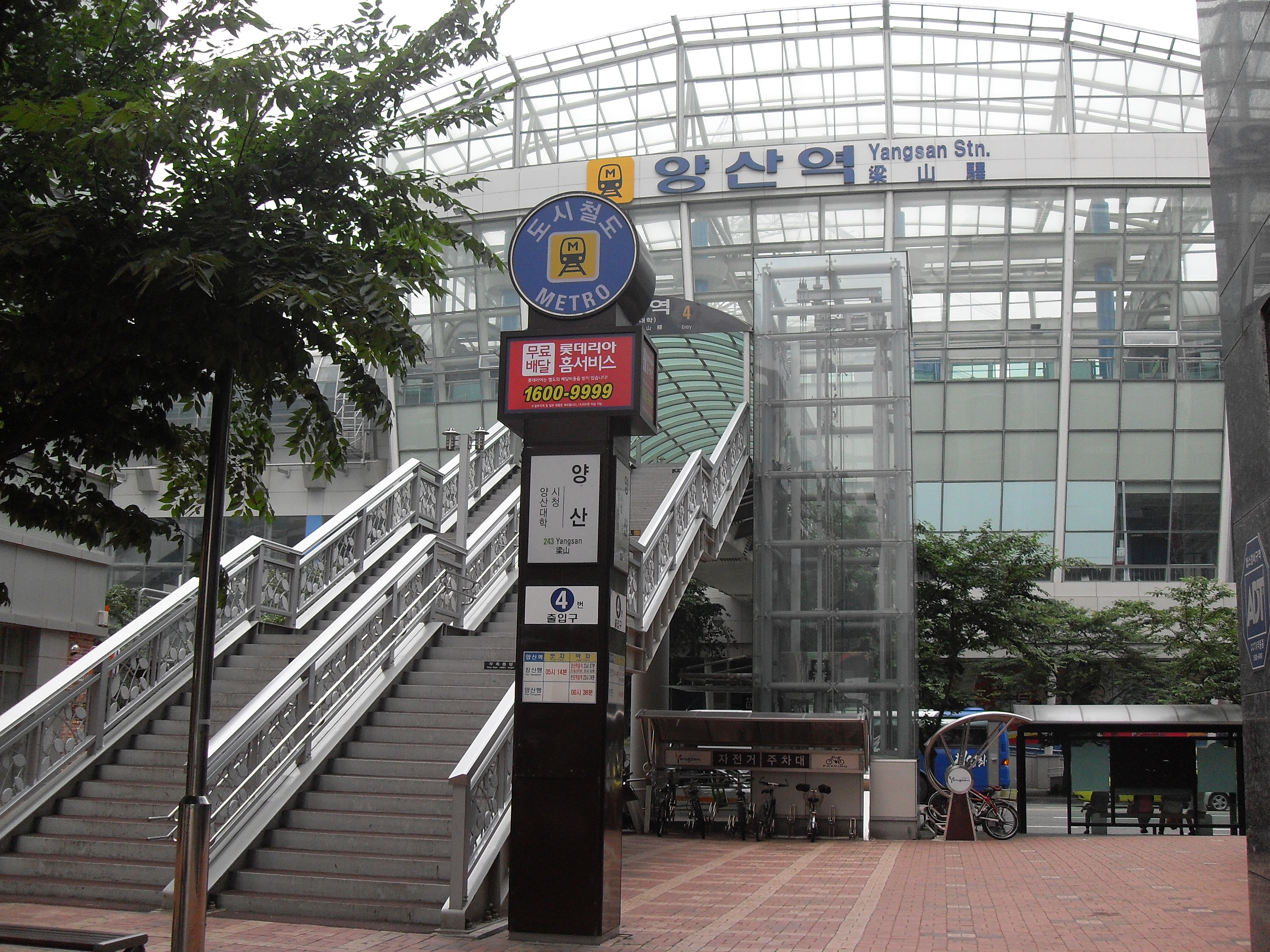
부산 도시철도 2호선의 양산역

  - (밀양시) ← 원동역 - 물금역 → (부산광역시)
- 양산화물선
  - (시종착역) 물금역 - 양산화물역 (시종착역)
- 부산 도시철도 2호선
  - (부산광역시) ← 호포 - 증산 - 부산대양산캠퍼스 - 남양산(범어) - 양산(시청) (시종착역)

### 버스

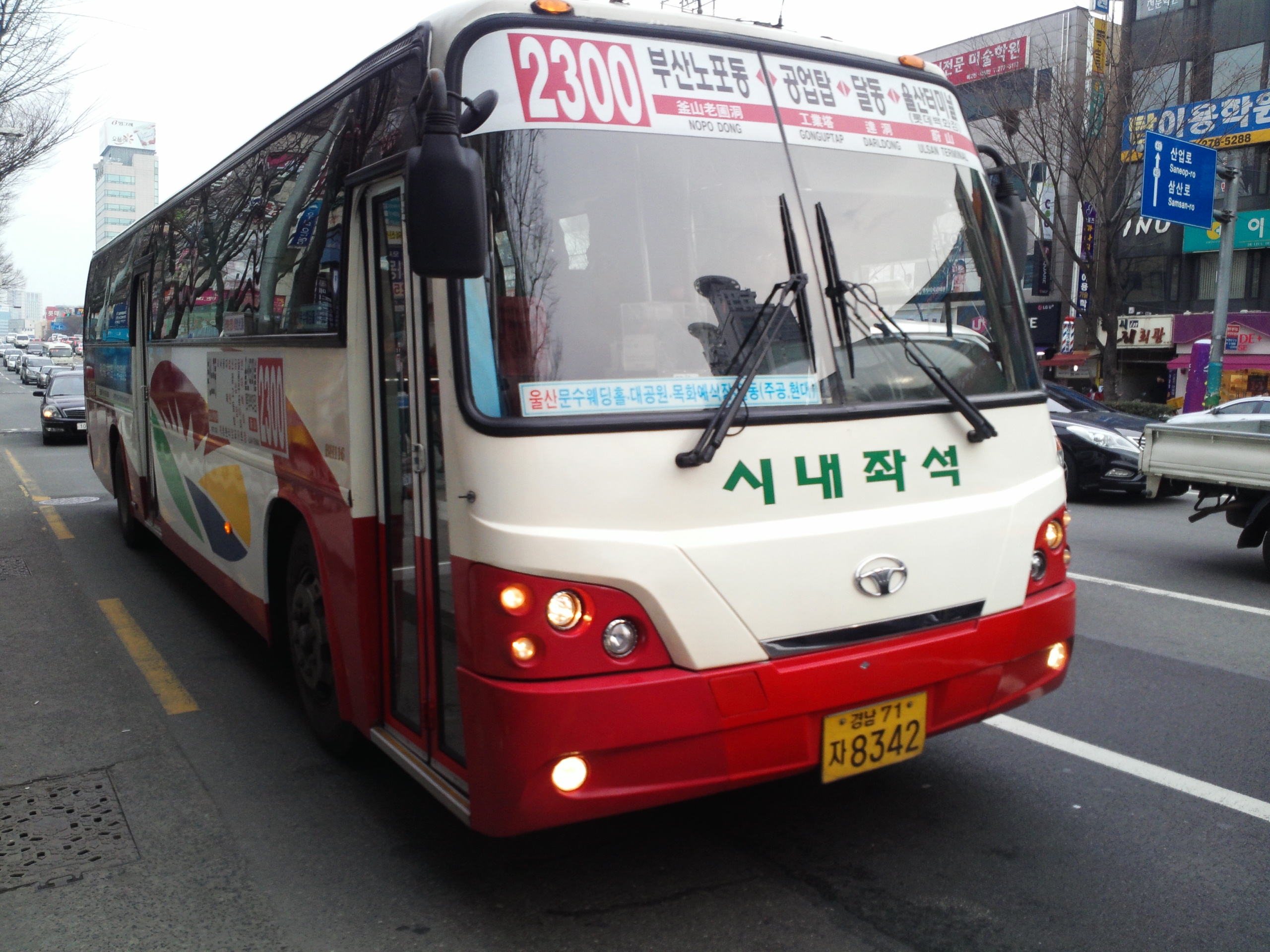
양산시내버스 2300번

#### 시외버스
- 양산시외버스터미널 : 양산시 중부동에 위치해있다. 2007년 6월 15일 현재의 위치로 이전하였다.
- 통도사시외버스터미널 : 양산시 하북면 순지리에 위치하며 신평시외버스터미널, 통도사시외버스정류소 라고도 불린다.
- 용당정류소·서창정류소·덕계정류소 : 각각 용당동, 삼호동, 덕계동에 위치하며, 울산~부산, 방어진~부산 등의 노선이 중간정차한다.

## 자매 도시
- 일본  아키타현  유리혼조시[1]

## 같이 보기
- 대한민국의 설치순 도시 목록

## 참고 문헌
- 김부식 (1145), 《삼국사기》 〈잡지제삼 지리일(雜志第三 地理一)〉